# Guerres d'Arkel

Les guerres d'Arkel se sont déroulées entre 1401 et 1412.
Le conflit entre les seigneurs d'Arkel et les comtes de Hollande a commencé lorsque Jean V d'Arkel n'a plus voulu participer aux actions contre les Frisons et les rebelles dans le nord de la Hollande. Jean, cependant, était un vassal de la Hollande, mais ces dernières années, il avait accumulé beaucoup d'expansion et de richesse qui l'avaient rendu puissant. Il a peut-être pensé qu'il avait les moyens de faire du Pays d'Arkel un comté. À cela s'ajoutent les querelles des Hameçons et des Cabillauds, dans lesquelles Jean se range du côté du parti des Cabillauds, tandis que le comte de Hollande, Guillaume, se range du côté des Hameçons. Une confrontation est inévitable.

## Début du conflit

### Batailles d'Oudewater et de Noordeloos
Le tout premier mouvement de cette série de batailles débute lorsque Jean d'Arkel attaque la ville d'Oudewater en 1401. Le siège échouant, Jean met le feu au château de Giessenburg. Avec cela, il a fait son premier pas sur les terres du comté de Hollande. Albert Ier, le souverain de facto de la Hollande, était malade à l'époque. Son fils, Guillaume, prend alors les choses en main et mène un raid contre les hameaux de Hoornaar et Meerkerk. Jean y répond par une attaque de flanc, forçant Guillaume et son armée à se retirer en Hollande. Cette opération prit le nom de bataille de Noordeloos.
Après cette défaite de Noordeloos, Guillaume consulta son père en convalescence, Albert. Ils conclurent que des alliés étaient nécessaires pour combattre les seigneurs d'Arkel. Albert a envoyé des lettres au diocèse d'Utrecht et aux villes de Dordrecht, de Gouda et d'Oudewater pour une alliance. Toutes les parties trouvèrent un accord, alimenté par l'opinion selon laquelle Jean d'Arkel avait imposé un péage trop élevé sur le Lek. Le duché de Gueldre et le comté de Clèves avaient également promis leur soutien. Guillaume part alors pour le Hainaut recruter une centaine d'hommes.

### Siège de Gorinchem
L'ensemble de ces armées se rassembla en juin 1402 pour assiéger la ville de Gorinchem. Ce siège a pris fin sans succès en septembre. Jean d'Arkel aurait juré allégeance à Albert, mais il a conservé le territoire acquis. Cela contraria Guillaume. Les alliés s'en sont toutefois satisfaits, car le péage sur la rivière du Lek a été levé. Et cela mit temporairement fin à la guerre. Le comte Albert mourut en 1404, et Guillaume hérita du comté de Hollande de son père. Il laissa exprimer pleinement son ambition d'expansion. Le conflit avec les seigneurs d'Arkel a rapidement repris.

## Intervention d'Utrecht et de Gueldre

### Destruction de Hagestein et Everstein
Le reprise des hostilités s'est produit en avril 1405, alors qu'une dispute s'est déclarée près de Haastrecht. L'évêque d'Utrecht, Frédéric de Blankenheim, était furieux des exactions de Jean et a de nouveau conclu une alliance avec la Hollande. Avec les armées de Hollande et du Sticht d'Utrecht dirigées par Guillaume de Hollande, le Pays d'Arkel est envahi et pillé. Les deux principales villes, Hagestein à l'ouest et Everstein près d'Everdingen à l'est, ont été incendiées et détruites en une année ; les châteaux ont été rasés. Jean d'Arkel perd ainsi son emprise sur le nord-ouest et ses routes commerciales sont coupées, y compris celles fluviales sur le Lek.

### Blocus de Gorinchem
En 1406, la ville de Gorinchem a renoncé à sa confiance en Jean d'Arkel, en partie à cause du pillage de la Hollande dans la campagne, qui a créé une pénurie alimentaire. Le fils de Jean, Guillaume Othon d'Arkel, a été proposé comme successeur par la noblesse au sein de la ville, mais il s'est rapidement avéré n'être qu'un jouet manipulé par la noblesse et il lui a été empêché d'exercer le pouvoir. Guillaume s'est alors rapidement réconcilié avec son père Jean. Le conseil de la ville de Gorinchem décide alors d'écrire une lettre à Guillaume de Hollande pour obtenir un accord de transfert et de laisser la ville passer sous administration hollandaise. Avant que Guillaume ne puisse venir à Gorinchem, les D'Arkel assiégèrent leur propre ville. Ils ont finalement récupéré la ville et rétabli l'ordre en 1407 en raison de la famine exercée sur la population. Malgré cette victoire des seigneurs d'Arkel sur la ville rebelle, les raids hollandais sur le territoire d'Arkel se poursuivent.
Jean d'Arkel eut de plus en plus de mal à maîtriser la situation. Cependant, il a refusé de céder et de demander grâce à Guillaume de Hollande. Jean d'Arkel a cherché une solution et s'est tourné vers Renaud IV, duc de Gueldre. Il était sceptique quant à l'issue des guerres d'Arkel, bien qu'il ait participé au siège de Gorinchem en 1402. Jean offrit sa fille, Marie d'Arkel comme épouse, et elle épousa le cousin de Renaud et son héritier, Jean II d'Egmont. Jean voulait également devenir vassal du duc de Gueldre à la place du comte hollandais, en échange d'un soutien politique et militaire. Renaud accepte ce plan en 1409.

### Alliance entre Arkel et Gueldre
Guillaume de Hollande entendit parler de cette alliance entre Arkel et Gueldre et déclara alors également la guerre à la Gueldre. Les affrontements suivants se sont principalement déroulés sur le territoire d'Arkel et ont duré deux ans. En 1411, les deux parties voulaient parvenir à une solution et la paix a été conclue entre la Gueldre et la Hollande, avec laquelle les Terres d'Arkel a été rendu à la Hollande pour une grosse somme d'argent. Jean d'Arkel, alors complètement démuni, a pu obtenir le domaine d'Ooyen de la part de Renaud, mais n'en était pas satisfait. Avec une petite armée, il affronta une armée hollandaise, mais celle-ci s'avéra trop forte et Jean dut fuir. Il a été capturé près de Vuren. Il passa le reste de sa vie dans la prison de Gouda.

## Chronologie de la guerre d'Arkel
- 1401 : Le conflit entre le comté de Hollande et les D'Arkel commence, Oudewater est assiégé et Giessenburg est incendié par Jean d'Arkel, Guillaume de Hollande pille les terres d'Arkel et la bataille de Noordeloos a lieu.
- 1402 : Le siège de Gorinchem a lieu, entre juin et septembre.
- 1403 : Il y a quelques pillages mineurs dans la région, mais sans grande manœuvres militaires.
- 1404 : Le comte Albert meurt, il y a une autre bataille près d'Haastrecht et la guerre se poursuit.
- 1405 : Les bourgs d'Hagestein et d'Everstein sont pris et incendiés.
- 1406 : Guillaume Othon d'Arkel prend le gouvernement de Gorinchem mais, trompé par la bourgeoisie, il se réconcilie avec son père. Le conseil des citoyens chasse les D'Arkel, les forçant à assiéger leur propre ville.
- 1407 : Une alliance est conclue entre D'Arkel avec Renaud de Gueldre.
- 1408 : Le 23 septembre 1408, Renaud IV de Gueldre apparaît avec une "grande armée" devant Gorinchem et défie Guillaume de Hollande pour une bataille, mais ce dernier décline la confrontation et Renaud s'en retourne en Gueldre[4].
- 1409 : Le Duché de Hollande prend désormais réellement le contrôle de l'administration d'Arkel et une guerre avec la Hollande continue encore sur deux années.
- 1410 : La plupart des affrontements entre les armées de Hollande et de Gueldre se déroulent sur le terres du Pays d'Arkel.
- 1411 : Renaud IV offre à Jean d'Arkel la seigneurie d'Ooyen.
- 1412 : La paix entre le Comté de Hollande et celui de Gueldre est signée et consacre en conséquence la fin de l'existence du Pays d'Arkel.

## Conséquences
Après que Guillaume de Hollande eut pris possession de la ville de Gorinchem, il fit démolir le château des seigneurs d'Arkel et un nouveau château fut construit au sud près de la rivière Merwede.
En 1417, Guillaume d'Arkel réussit à assiéger et même à pénétrer dans la ville de Gorinchem avec une armée brabançonne, mais une fois dans les rues à l'intérieur des murs de la ville, il fut tué d'une flèche tirée dans la poitrine.